# Jeong Gyeong-mi
Jeong Gyeong-mi hangŭl 정경미 (Gunsan, 26 luglio 1985) è una judoka sudcoreana, vincitrice della medaglia di bronzo nella categoria 78 kg a Pechino 2008.

## Palmarès
- Giochi olimpici

Pechino 2008: bronzo nei 78 kg.
- Campionati mondiali di judo

2007 - Rio de Janeiro: bronzo nei 78 kg.
- Giochi asiatici

2010 - Canton: oro nei 78 kg.
- Campionati asiatici di judo

2008 - Jeju: argento nei 78 kg.
2009 - Taipei: oro nei 78 kg.
- Universiadi

2011 - Shenzen: bronzo nei 78 kg.